# 宜昌市图书馆
宜昌市图书馆简称宜图，成立于1956年3月25日，是湖北省宜昌市人民政府投资兴建的公共文化服务设施，最初位于福绥路，经历过多次转辗搬迁，先后搬到解放路、古佛寺、光前街、博物馆等地，最后搬到现在的夷陵大道225号。现有藏书70万册。宜昌市图书馆为国家一级图书馆。
2008年9月，图书馆新馆建成并投入使用。新馆建筑面积17700㎡，设计藏书150万册、阅览座位1500个、网络节点1000个，日均可接待读者超过3000人次。新馆采用超高频RFID智能图书管理系统，实行“一证通”服务，读者可自助借还，充分体现了图书馆“服务、智慧”的宗旨。

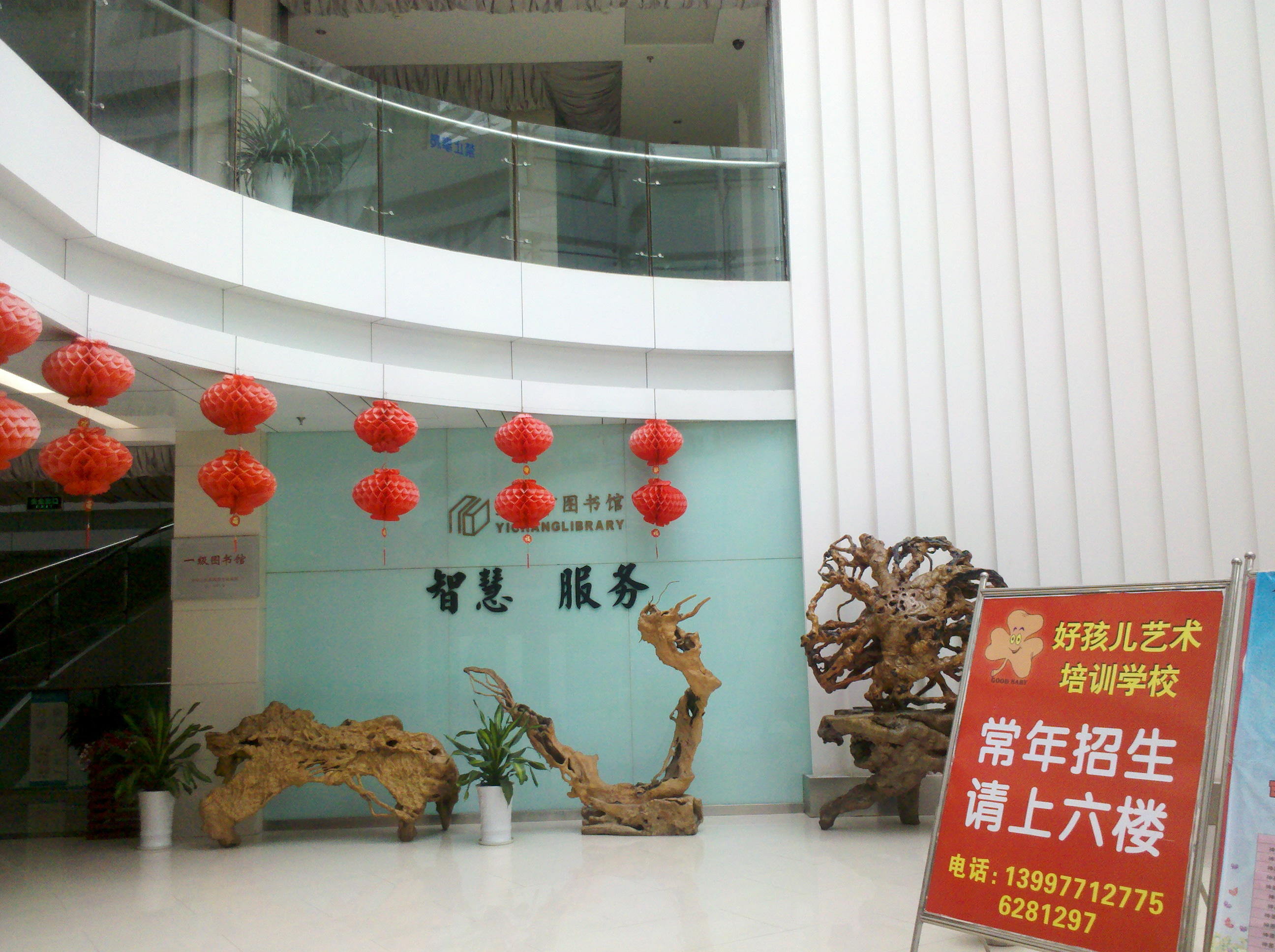
一楼大厅
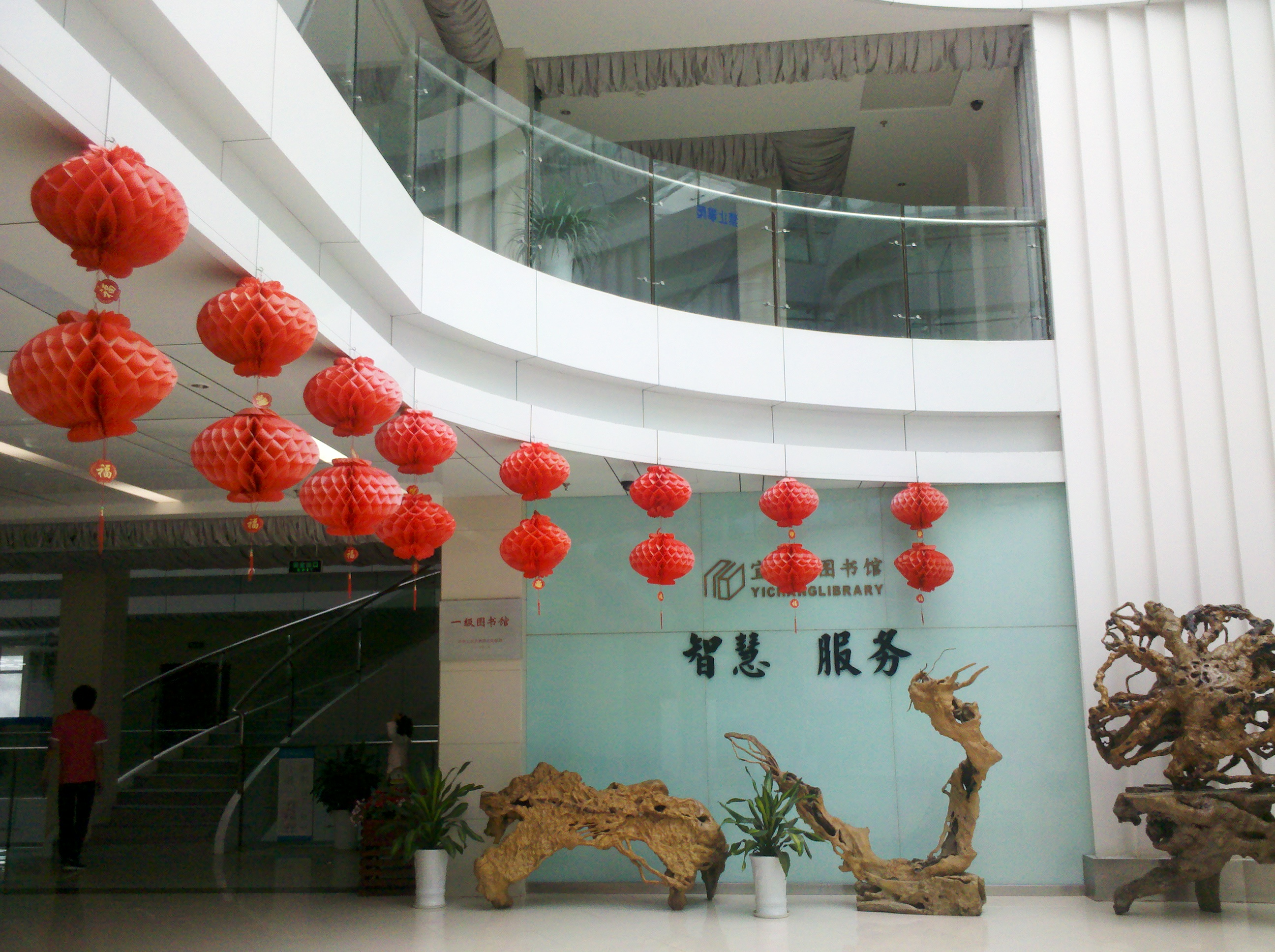
一楼大厅
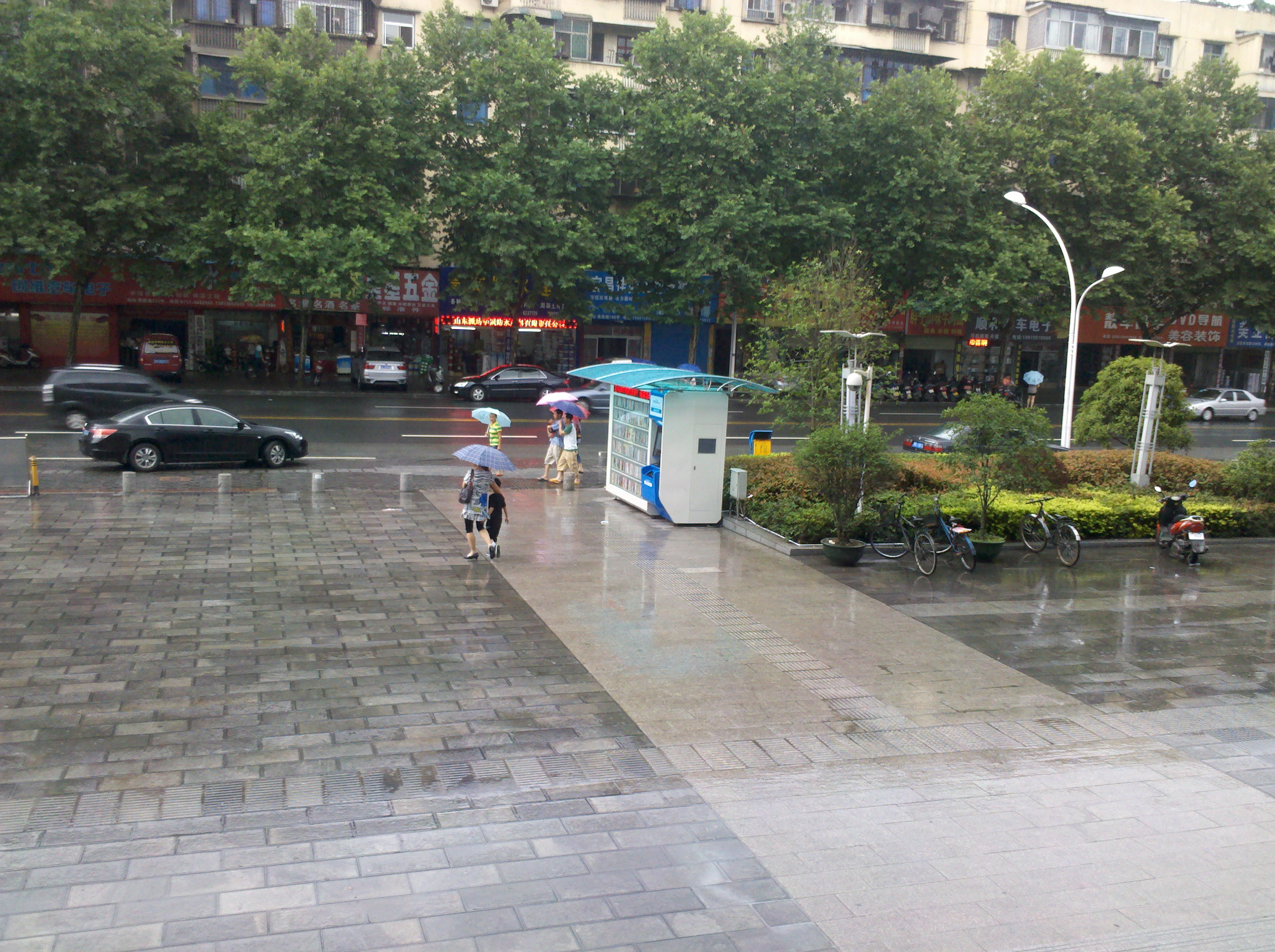
图书馆门口的自动图书馆
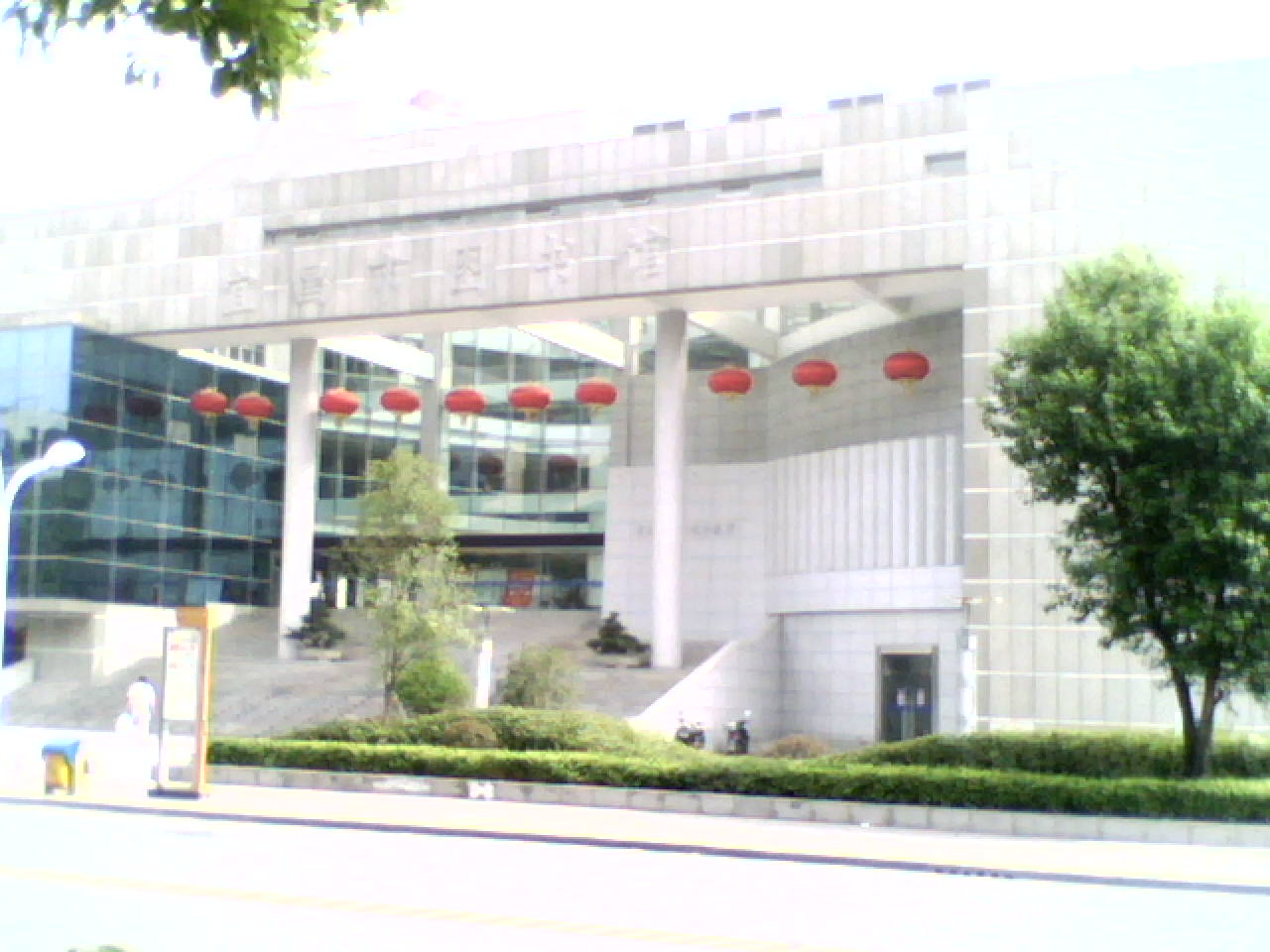
宜昌市图书馆（低分辨率）